# Agrostis lachnantha
Agrostis lachnantha é uma espécie de gramínea do gênero Agrostis, pertencente à família Poaceae.